# Bella Paalen
Bella Paalen, de nom real Isabella Pollak (Pásztó, Àustria-Hongria, 9 de juliol o 9 de desembre de 1881 - Nova York, 28 de juliol de 1964) fou una soprano operística austríaca-americana d'origen hongarès. Va estar contractada al llarg de 31 a l'Òpera Estatal de Viena, on va ser nomenada Kammersängerin el 1933. Va haver d'abandonar el país després de l'Anschluss a causa dels seus orígens jueus.

## Biografia
Va néixer a Pásztó, Àustria-Hongria, filla d'Ernst Pollak (1851-1935) i de Laura Pollak, de nom de soltera Jamnitz (1858-1935). El pare provenia de Jungbunzlau, la mare de Viena, on van néixer els seus dos germans Benno Fred (1883-1971) i Otto Friedrich Pollak (1885-1915). Tan el segon germà de Paalen com els seus pares van morir a Viena. El 1912, el seu germà Benno Fred va canviar el seu nom de família per Dolbin.
Va estudiar cant amb Rosa Papier i Johannes Ress. El 1904 va debutar a la Düsseldorfer Opernhaus, com a Fidès a Le prophète de Giacomo Meyerbeer. El 1905 i el 1906 es trobava al Stadttheater de Graz. El director i compositor d'òpera de la cort vienesa Gustav Mahler la va sentir a Graz com a solista a la seva Simfonia núm. 3 i va quedar impressionat per la seva veu, contractant-la per a la cort vienesa.

### Hofoper de Viena
De l'u de setembre de 1907 a l'u de setembre de 1937, Paalen va ser membre del conjunt de l'Òpera de la Cort Imperial i des de 1918 de l'Òpera Estatal de Viena. Hi va cantar papers principals, però també parts mitjanes, petites i menors. Va participar en dues estrenes vieneses, el 1907 com Kate Pinkerton a Madama Butterfly de Giacomo Puccini i el 1911 com Annina a Der Rosenkavalier d'Hugo von Hofmannsthal i Richard Strauss. Aquest paper es va convertir en el seu paper més representat a Viena, va cantar Annina en un total de 173 representacions d'òpera estatal.
Va aparèixer a l'escenari de l'Òpera Estatal de Viena 58 vegades com Amneris d'Aida de Giuseppe Verdi, 54 vegades com Rosalia a Tiefland d'Eugen d'Alber, 46 vegades com Herodias, 39 vegades com Ortrud, 32 vegades com Clitemnestra i 31 vegades com Ulrica. Va formar part del repartiment de la pel·lícula vienesa Un ballo in maschera de 1924, encara avui considerada llegendària, amb Richard Tauber com a Gustaf III, Mattia Battistini com a René Ankarström i les dones Vera Schwarz (Amelia), Bella Paalen (Ulrica) i Selma Kurz (Oscar). En les 31 temporades en què l'artista va participar en l'Òpera de Viena, va demostrar la seva versatilitat. Cantava repertori wagnerià, obres de singspiel alemany i operetes vieneses, repertori italià i francès així com obres del repertori eslau. Va arribar a cantar el paper principal de Carmen, una obra a la qual sempre havia fet el de Mercédes, i Mamma Lucia de Cavalleria rusticana, dues vegades Wigelis de Feuersnot, una vegada Gertrud de Hans Heiling i, sorprenentment, el 17 de gener de 1913, va actuar com a Director de Hans Heiling. El gener de 1913 va cantar el paper de Steuermann de Der fliegende Holländer, un paper de tenor.
Paalen va estar abastament relacionada amb l'Òpera Estatal de Viena i va rebre el títol de Kammersängerin pels seus èxits el 1933.

### Actuacions com a convidada
Paalen va fer aparicions com a convidada, paral·lel al seu compromís a l'Òpera de Viena, a Holanda, Espanya, Anglaterra i Txecoslovàquia. El 1911 i el 1912 va cantar Fricka a Die Walküre a la Societat Wagner d'Amsterdam. El 1925 va fer una exitosa aparició com a convidada al Royal Opera House de Londres, en quatre papers de Wagner (com Ortrud, Magdalene, Mary i Fricka), així com Annina a Der Rosenkavalier. Del 1934 al 1937, va cantar dos papers menors al Festival de Salzburg, a Der Corregidor d'Hugo Wolf i a Elektra de Richard Strauss. Segons Kutsch / Riemens, aquestes actuacions com a convidada li van proporcionar un "gran èxit".

### Emigració i vida als Estats Units
Va emigrar als EUA el 1939, amb l'ajuda de Lotte Lehmann, després de veure que ja no era per ella romandre a Viena a causa dels seus orígens jueus. El seu germà BF Dolbin, il·lustrador de premsa, també havia fugit d'Alemanya cap als Estats Units. "El moment tardà de la seva fugida de la Viena nazi indica que probablement s'havia sentit protegida pels seus més de 30 anys de pertinença a l'Òpera Estatal de Viena". Igual que el seu germà, la cantant es va establir a la ciutat de Nova York, però no va poder aconseguir cap contracte. Des de llavors va treballar com a professora de cant fins al 1959. Es va convertir en ciutadana dels Estats Units el 1944 i va morir a Nova York el 1964, als 83 anys.

## Enregistraments
- Enregistraments acústics a Pathé, 1910
- Strauss: fragments de Der Rosenkavalier (final de l'acte 1 i començament de l'acte 2), amb Lotte Lehmann, Elisabeth Schumann, Maria Olczewska, Richard Mayr, Hermann Gallos, Viktor Madin, Bella Paalen, Karl Ettl und Aenne Michalsky. Orquestra Filharmònica de Viena, director: Robert Heger, Viena 1934, HMV (3xLP, Mono + Box)
- Koch / Schwann va publicar fragments d'actuacions a l'Òpera Estatal de Viena, en què interpretava, entre altres coses, Magdalena, Heròdies, Maria, Annina, Fricka, Grimgerde i canta un Norn.
- EJS, peces de Götterdämmerung, Staatsoper Vienna, 1935